# Aftokinitodromos 23
Der Aftokinitodromos 23 (griechisch Αυτοκινητόδρομος 23 für ‚Autobahn 23‘) ist eine griechische Autobahn, welche die Autobahn 2 (Egnatia Odos Autobahn) bei Komotini mit der bulgarischen Grenze (Makaza-Nimfea Pass) verbindet. Sie führt vom bulgarischen Grenzpass Makaza (gr. Μακάζα) bzw. dem griechischen Grenzdorf Nimfea (gr. Νυμφαία) nach Komotini, wo sie über das AK Komotini Ost in die Autobahn 2 einmündet.
Die A23 hat eine Gesamtlänge von 23 km, 19 km davon als Neubau und 4 km durch Sanierung vorhandener Infrastruktur.
Die Straße ist als Autobahn geplant, zunächst weitgehend als ‚kreuzungsfreie Kraftfahrstraße‘ ausgeführt, zweispurig (3,50 m pro Spur plus 2 m Standstreifen) bzw. im oberen Verlauf dreispurig ausgebaut (2 Fahrspuren für die bergauffahrende Richtung). Der gute Ausbauzustand und die 5 Tunnels mit je ca. 400 m Länge vor erreichen des Bergkamms (Tichero, Katerina, Nimfea, Solomontas, Frurio) verkürzen die Bergstrecke damit von der griechischen Ägäis, z. B. den touristischen Orten Kavala, Keramoti und Insel Thassos bis Plovdiv bzw. Nordbulgarien (Kasanlak, Gabrovo, Weliko Tarnowo) Richtung Donau und Bukarest um ca. 2 Stunden Fahrt.
2013 wurde der Grenzübergang (BG) Makaza-Nimfea (GR) eingeweiht. Über diesen verbindet nunmehr die bulgarische Nationalstraße 5 im weiteren Verlauf über die Nationalstraße A23 -sog. „vertikale Achse der Rhodopen“ (κάθετος άξονας Ροδόπης)- die bulgarische Stadt Kardschali sowie die bulgarische Maritza (A4) und Trakia Autobahn (A1) mit Komotini (Hauptstadt der griechischen Verwaltungsregion Ostmakedonien und Thrakien) und der Egnatia Odos Autobahn (A2 / E90).
Die seit 2007 im Bau befindliche A23 Autobahn wurde im Frühling 2017 ab km 0 (Anschlusskreuz bei Komotini Ost) vollständig bis km 23 (Grenzübergang Makaza) dem Verkehr übergeben. Die Baukosten beliefen sich auf ca. 90 Mio. €.

Die A23 Autobahn ist eine der südlichsten Strecken des Paneuropäischen Verkehrskorridors IX, der Helsinki mit Alexandroupoli verbindet.